# Fondamenta (Venezia)

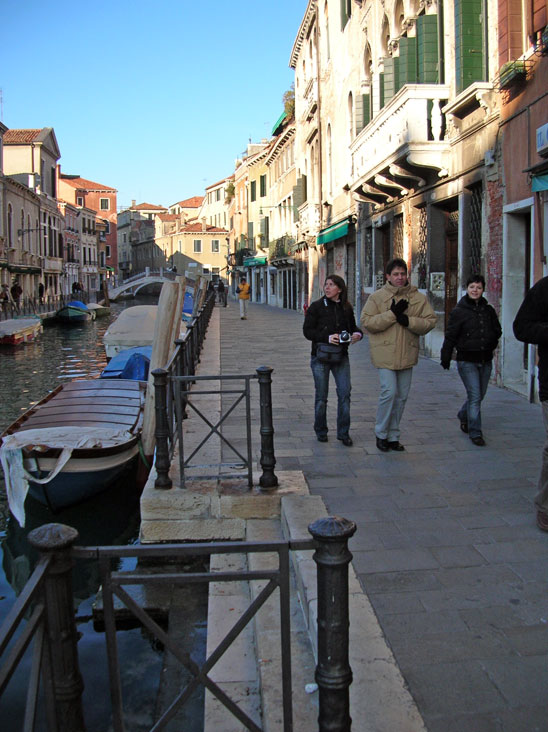
Una tipica fondamenta veneziana

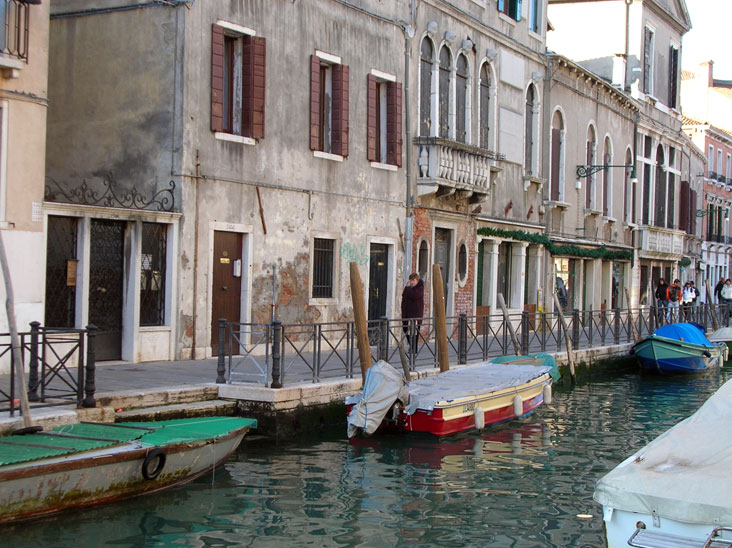
Fondamenta veneziana con riva

La fondamenta veneziana (plurale: fondamente) è il tratto di strada che costeggia un canale o un rio.
Tipicamente la fondamenta presenta anche degli approdi (rive) con gradini in pietra d'Istria che scendono in acqua, per favorire l'attracco delle barche, il carico e scarico delle merci e la salita/discesa dei passeggeri.
Esistono tre tipologie generali di fondamente:
- la fondamenta senza parapetti, caratterizzata da una striscia in pietra d'Istria lungo il bordo che costeggia il canale
- la fondamenta con parapetti in metallo leggero, intervallati in modo regolare da piloncini in pietra d'Istria o in metallo che ne costituiscono il sostegno
- la fondamenta con parapetti pieni in mattoni, terminati da una copertura sempre in pietra d'Istria.

Esistono inoltre alcune fondamente particolari, costituite essenzialmente da un porticato che si affianca al rio e nelle quali il passaggio è coperto essendo ricavato direttamente sotto il corpo degli edifici, come nel caso del sotoportego. Tipici esempi sono il tratto di fondamenta coperta che dal Campo dei Santi Apostoli porta in direzione di Rialto e la breve fondamenta colonnata dietro al Teatro la Fenice.
Sulle fondamente si affacciano quasi sempre molte attività commerciali (negozi, bar, osterie eccetera), in alcuni casi anche in modo molto fitto, alternate agli ingressi alle abitazioni vere e proprie.
Alcune fondamente sono molto lunghe, come quelle nella zona nord del sestiere di Cannaregio che si estendono dall'altezza dell'Abbazia della Misericordia fin quasi all'altezza della Stazione Ferroviaria.
Particolarmente famose tra i veneziani sono le Fondamente Nove, che si affacciano sulla laguna Nord verso il Cimitero di San Michele e l'isola di Murano lungo tutto il tratto che va dalla Sacca della Misericordia all'Arsenale, e la Fondamenta delle Zattere che si affaccia invece verso sud lungo tutta la lunghezza del canale della Giudecca da San Basilio fino alla Punta della Dogana, costituendo una tipica meta di passeggiate primaverili ed estive.